# 方雷氏
方雷氏是传说黄帝时的方国，黄帝的次妃女节就是方雷氏部落首领的女儿。相传方雷氏的后人以国为氏，分为方姓和雷姓。
《風俗通義》称方雷氏为神农氏第8代孙帝榆罔子雷之后，以地名为氏。传说神农有后裔开始得雷姓。传至8代孙帝榆罔之子雷，黄帝伐蚩尤时，因功被封于方山（约今河南省叶县南），其后子孙有以地名为氏姓方。又有方相氏，黄帝时嫫母之后。
皇甫谧说黄帝元妃西陵氏女就是嫘祖，生昌意。次妃方雷氏女就是女节，生青阳。皇甫谧以青阳为少昊，乃方雷氏所生。司马迁《史记》据《大戴礼记》，说嫘祖生昌意及玄嚣，玄嚣即青阳。一说嫫母或西陵氏嫘祖，就是方雷氏女节。